# Pierre Victurnien Vergniaud
Pour les articles homonymes, voir Vergniaud.
 (mars 2017).
Pierre Victurnien Vergniaud, né le 31 mai 1753 à Limoges et mort guillotiné le 31 octobre 1793 à Paris, avocat à Bordeaux sous l'Ancien Régime, est un homme politique de premier plan de la Révolution française, élu député du département de la Gironde à l'Assemblée législative (1791), puis à la Convention (1792).
Membre éminent du groupe des girondins, c'est un des plus grands orateurs de la Révolution française. Président à plusieurs reprises de l'Assemblée législative, c'est lui qui proclame la Patrie en danger le 11 juillet 1792 et qui prononce la suspension du roi le 10 août 1792, prélude à son arrestation le 13 août. Président de la Convention nationale, c'est également lui qui, à la suite du vote de la majorité des députés, prononce le verdict de mort contre le roi déchu le 20 janvier 1793.
Comme la plupart des girondins de la Convention, il tombe victime du conflit avec les montagnards et avec la Commune de Paris : le 2 juin 1793, il est décrété d'arrestation et condamné à mort le 30 octobre suivant.

## Biographie

### Origines familiales et formation
Fils d'un maître d'armes, il reçoit une éducation moyenne[pas clair], mais une bonne instruction.
Son père ayant connu des revers de fortune, le jeune homme entre au séminaire qu'il quitte bientôt, faute de vocation. Vite repéré par Turgot, alors intendant du Limousin, qui lui procure une bourse au collège du Plessis à Paris, Vergniaud est envoyé par lui aux écoles de Bordeaux. Il y termine brillamment ses études classiques avant de revenir à Bordeaux pour ses études de droit.

### Carrière sous l'Ancien Régime
Inscrit au barreau de la ville en 1780, secrétaire de Dupaty président du parlement de Bordeaux, il acquiert rapidement une certaine notoriété. Brillant mais doté d'un caractère indolent, rêveur, le jeune avocat n'accepte de travailler que lorsqu'il a besoin d'argent, refuse des causes le reste du temps. Il ne cherche pas à faire fortune.

### Implication dans la révolution sous l'Assemblée constituante (1789-1791)
En 1789, quand la Révolution éclate, Vergniaud a trente-six ans. D’abord nommé par la ville de Bordeaux administrateur du département de la Gironde en 1789, puis directeur du jury au Tribunal criminel du département le 29 mars 1791, Vergniaud adhère à la société des amis de la Constitution. Par le biais de la Société des amis de la Constitution, il suit de près les grands événements parisiens, il s'informe par les journaux et les gazettes. À cette période, Vergniaud est encore favorable à la monarchie constitutionnelle mais la tentative de fuite du roi, le 20 juin 1791, la fusillade du Champ-de-Mars le 17 juillet suivant et l'impopularité naissante de l'Assemblée constituante, jugée trop modérée par les publicistes et les sections parisiennes remodèlent la pensée politique de Vergniaud, comme celle de bien d'autres révolutionnaires. Il présente alors sa candidature à Bordeaux et se fait élire député à l'Assemblée législative.

### Député à l'Assemblée législative

#### Une ascension fulgurante (octobre-décembre 1791)
Vergniaud est élu député à l'Assemblée législative le 31 août 1791 pour le département de la Gironde, le quatrième sur douze par 259 voix sur 515 votants, il ne lui reste qu'à rejoindre Paris. Une nouvelle carrière s'ouvre à lui et aux autres députés bordelais qui le suivent. Une nouvelle période s'ouvre également pour la France, car ce petit groupe d'hommes totalement inconnus qui arrivent dans la capitale va bientôt renverser le trône. Vergniaud semble déjà leur chef de file, bien que son caractère n'aille nullement dans ce sens. Juriste éloquent, philosophe profondément empreint de justice et d'humanité, il a une filiation évidente avec le siècle des Lumières partageant avec Voltaire la lutte contre l'Église et l'intolérance. Mais on peut déjà percevoir chez Vergniaud ces inconstances qui vont le mener deux ans plus tard, lui et son parti, à la guillotine. Un témoin de l'époque, le diplomate allemand Reinhart, rencontrant la voiture qui conduit Vergniaud, Gensonné, Fonfrède et Guadet, trouve à ses compagnons de voyage une infinie générosité, du génie, mais également une certaine inexpérience, une tendance à être beaux parleurs, dominés par les habitudes du barreau.
Certains historiens[Lesquels ?] ont parlé de Vergniaud comme d'un chef des Girondins dans la mesure où il symbolisait les forces et faiblesses, les grandeurs et les bassesses de ces amis[réf. nécessaire]. En revanche, Vergniaud n'a pas, contrairement à ses collègues, l'esprit de clan et de querelle. Il est plutôt indolent, voire paresseux, ce qui explique, en plus de son génie, sa propension à improviser à la tribune.
Le 1er octobre 1791 s'ouvre la première session de l'Assemblée législative. Vergniaud siège à son extrême gauche avec ses amis de Bordeaux, Ducos, Gensonné et Guadet. Dès ses premières sessions, cette nouvelle assemblée tergiverse : le 5 octobre 1791, l'Assemblée vote un décret concernant le cérémonial de la réception du roi, qui prévoit notamment que le fauteuil du roi sera à la même hauteur que celui du président de l'Assemblée, et que les députés, debout et découverts à l'arrivée et au départ du roi, resteront assis en sa présence. C'était placer sur le même pied les pouvoirs exécutif et législatif. Mais dès le lendemain les députés modérés, convaincus par l'éloquence de Vergniaud, se ressaisissent et le décret est rapporté. Mêmes lenteurs constatées en ce qui concerne les décrets contre les émigrés qui se réunissent à Coblence et menacent la France de guerre civile. Après son collègue Brissot, Vergniaud fait son entrée sur la scène nationale, dans un discours très équilibré, fluide, empreint d'humanité (ce qui en accentue la portée et le défi lancé au roi), qui se termine par une injonction noble et mordante à Louis XVI :

« Si le roi a le chagrin de ne pas trouver en ses frères (sous-entendu, les émigrés qui complotent contre la France, au nom du roi) l'amour et l'obéissance, qu'ardent défenseur de la liberté, il s'adresse au cœur des Français, il y trouvera de quoi se dédommager de ses pertes. »

— Pierre Victurnien Vergniaud, Archives nationales, L'assemblée législative, Discours du 30 octobre 1791
Ce discours fait un tel effet sur l'assemblée qu'elle acclame son orateur et le nomme, dès le lendemain, à la présidence (30 octobre 1791). Vergniaud n'est alors à Paris que depuis un mois. En novembre, Vergniaud, avec Isnard, Guadet et d'autres, multiplie ses attaques contre les émigrés et les prêtres réfractaires. En décembre, il rédige un projet d'adresse aux Français dans lequel il dénonce l'attitude des émigrés et leur projet de guerre contre la France :

« Union et courage : la gloire vous attend. Jadis les rois ambitionnaient le titre de citoyens romains ; il dépend de vous de leur faire envier le titre de citoyen français »

— Pierre Victurnien Vergniaud, Les plus beaux discours de Vergniaud, réunis par F. Castre, Éditions du Centaure, Paris, p. 17
Ce projet d'adresse destiné aux Français montre, mais contredit également, le consensus qui s'est fondé entre les historiens qui rangent Vergniaud parmi les orateurs sans jamais en faire un homme d'action[pas clair]. Or, à la lumière de ce texte[Quoi ?], Vergniaud, inspiré par le projet d'adresse que Mirabeau a écrit aux Français en juillet 1789, cherche avant tout à impliquer ses concitoyens, à les faire entrer dans une phase active. Cela contredit également l'historiographie qui fait de Vergniaud un modéré : contrairement aux Feuillants et comme les Montagnards, Vergniaud considère que la Révolution n'est absolument pas achevée et qu'il faut la poursuivre. Il refuse de laisser les citoyens dans un état de latence et cherche à les impliquer. Le refus de la passivité est tout girondin en 1791, et c'est ce grand mouvement des idées qui va conduire à la guerre, guerre utopique destinée à libérer tous les peuples et à faire tomber tous les trônes[réf. nécessaire]. Avant de s'attaquer à Louis XVI, Vergniaud, Brissot et les Girondins entendent affronter les cours de l'Europe et répondre enfin aux provocations des émigrés réunis à Coblence. Ce mouvement vers la guerre sera également celui d'un schisme au sein des patriotes qui siègent encore à l'extrême gauche : d'un côté, Vergniaud, Isnard, Fonfrède, Brissot et Roland souhaitent la guerre comme moyen de faire tomber les trônes et de réduire à néant l'influence de Louis XVI, d'un autre côté, Robespierre, Desmoulins et Couthon qui préfèrent déjouer les complots internes et ne pas se lancer dans une guerre coûteuse, qui peut détruire la France et qui n'entraîne pas l'amour des autres peuples. « Personne n'aime les missionnaires armés », dit Robespierre aux Jacobins.

#### L'apogée (janvier-août 1792)
La première phase des discussions sur la guerre est celle de l'interminable débat sur les sanctions à prendre contre les émigrés. Dans un discours du 11 janvier 1792, Vergniaud appuie une motion de Brissot visant à envoyer un ultimatum à l'empereur Léopold II. C'est dans ce discours que l'on trouve la fameuse formule « […] en méritant le titre de bienfaiteurs de votre patrie, vous mériterez aussi celui de bienfaiteurs du genre humain ». La guerre, c'est aussi le moyen de profiter de toute l'énergie populaire. Cette étape est également celle de la scission avec Robespierre, farouche opposant à la guerre.
Grâce à l'influence de Dumouriez, des ministres « brissotins » (Pétion, Clavière, etc.), étaient entrés au gouvernement en mars 1792. À la suite de leur révocation, avant la journée du 20 juin 1792, Vergniaud se serait entremis en juillet avec les conseillers de Louis XVI, pour faire assurer sa protection à condition de rappeler les ministres démocrates. Louis XVI refusa cette ouverture et fit appel à des ministres qui, pensait-il, lui étaient acquis.
Au mois de juillet, dans un de ses meilleurs discours, Vergniaud dénonça la duplicité de la politique étrangère des Tuileries, qu'il rendait responsable de l'attitude des puissances ennemies.
Président de la Législative, le 10 août 1792, en remplacement de Merlet, il accueille le roi et sa famille venus chercher refuge auprès des députés à la Salle du Manège.
Dans l'après-midi, en tant que directeur, il fait adopter par ses collègues ces deux mesures historiques : « Le peuple français est invité à former une Convention nationale », et « Le chef du pouvoir exécutif est provisoirement suspendu de ses fonctions » (décret de déchéance).

### Les débuts de la république

#### La chute de Louis XVI et les débuts de la Convention (août 1792-novembre 1792)

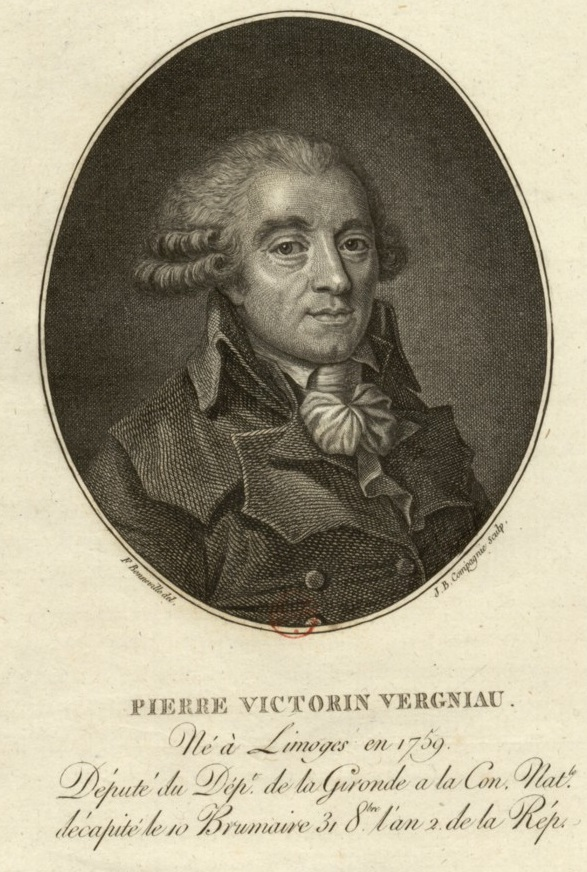
Pierre Vergniaud,
estampe de François Bonneville,
Paris, BnF, département des estampes, 1796.

Cependant, à partir de cette date, il dénonce la démagogie et les machinations tortueuses des Exagérés issus de la Commune du 10 août qui ont la force armée pour eux, sous le commandement de Santerre puis de Hanriot. Il s'élève contre le terrorisme que certains présentent comme une fatalité révolutionnaire et les dangers que la démagogie développée dans les clubs populaires et les sections fait peser sur la représentation nationale.
Vergniaud s'élève avec force avec Charles de Villette et Olympe de Gouges contre les Massacres de Septembre et demande que les responsables soient identifiés et jugés comme ils le méritent. Élu à la Convention, il réclame une commission d'enquête parlementaire susceptible de faire la lumière sur les voies de faits et les spoliations de septembre où des députés sont impliqués (notamment Marat, Santerre et Panis).
Danton devient ministre de la Justice le 17 août 1792. Grand vainqueur du 10 août, membre de la Commune insurrectionnelle de Paris, substitut du procureur Manuel, Danton, par son réseau et ses amitiés, entre au pouvoir « au son du tocsin ». Vergniaud et la Gironde ayant hésité le 10 août, ils ont laissé, à partir de ce moment, les rênes de la Révolution à La Commune de Paris. Si les Girondins retrouvent leurs ministères avec Servan, Clavière et Roland, l'influence de Danton écrase vite ces hommes sans relief. Rapidement, c'est lui qui décide tout, qui arrange la retraite des troupes françaises, traite via ses émissaires avec les forces étrangères.
Les massacres de Septembre, ou la première Terreur dont la rumeur dit que Danton l'a laissée faire, voire préméditée, achèvent de convaincre Manon Roland de l'infamie de ce personnage, vu par elle comme un assassin, un anarchiste et un possible dictateur. Dès lors, les Girondins rangés derrière elle développent un mépris à son égard que la pureté salie (et sûrement la jalousie de lui céder la popularité) vont enflammer. Le sentiment de Vergniaud à l'égard de Danton est inconnu, Vergniaud ne s'est jamais attaqué à Danton directement. Les historiens favorables à Vergniaud et Danton pensent même que Vergniaud, sans son parti, aurait pu s'entendre avec Danton, ne cédant pas ainsi les rênes de la Révolution à Robespierre. Et pour s'en tenir aux faits, rien de tout cela n'est avéré, Vergniaud, qui a affronté tant de fois Robespierre, ne s'est pas attaqué à Danton directement.
Une anecdote montre tout de même le rapport des deux grands révolutionnaires à cette époque. La première, que l'on trouve chez Michelet raconte que Danton aurait pris place avec sa femme dans la loge de Manon Roland, au théâtre, tentant ainsi, par l'entremise des femmes et l'amitié qui serait née de ce rapport, de se rapprocher de Vergniaud. Mais Manon voyant la femme de Danton préféra se retirer au prétexte quelle aurait aperçu « une femme de mauvaise figure ». Elle rêvait d'arriver entre Vergniaud et Dumouriez, entre la parole et l'épée et son idéal ne souffrit pas Danton à ses côtés.
En revanche, les archives montrent un Danton respectueux de Vergniaud et des Girondins. À maintes reprises, il s'est plaint : « Je ne pourrai pas les sauver », disait-il, « Ils n'ont pas de confiance ». On sait également que Danton a demandé à Vergniaud de cesser ses attaques s'il ne voulait pas mourir. Vergniaud n'en fait rien (avril-mai 1793). Par fidélité à ses amis ou par conviction ? Les deux sont plausibles, mais de septembre à octobre 1792, Vergniaud, contrairement à tous ses amis, entretient des rapports cordiaux avec Danton.

#### Du procès du roi au procès des girondins (novembre 1792-octobre 1793)
Lors du procès de Louis XVI, le 31 décembre 1792, Vergniaud tente en vain de persuader ses collègues de faire appel au peuple, alternative qui aurait laissé une chance au roi. Président de la Convention le 10 janvier, c'est lui qui rédige les trois questions qui doivent être posées aux députés le jour du verdict. Malgré les intentions publiques qu'il a manifestées avant le procès, il vote la mort sans sursis.
Il n'est pas favorable à l'établissement, le 10 mars 1793, d'un Tribunal révolutionnaire, mais il participe à l'organisation de la Commission des Douze chargée de faire la lumière sur les débordements de la Commune. Le 10 avril 1793, Robespierre l'englobe dans l'accusation lancée contre les ministres girondins et Brissot d'avoir pactisé avec La Fayette et Dumouriez.
Désigné par la section du « Bon Conseil » comme l'un des Girondins à éliminer, il est accusé avec ses collègues, le 2 juin 1793. Contrairement à plusieurs Brissotins, il refuse de fuir avec ces mots : « Fuir c'est s'avouer coupable ». Il publie un texte sur l'illégalité de la mise en accusation par la Convention - sous la menace de la force armée - des 31 députés de la Gironde, en en rendant responsable Barère de Vieuzac, qualifié d'imposteur et d'assassin.
Incarcéré à la Force puis au Luxembourg, il condamne l'insurrection fédéraliste fomentée par ses anciens amis. Il est guillotiné le 31 octobre 1793 avec vingt et un autres députés girondins, les autres s'étant enfuis dans différents départements (Bretagne, Normandie, Gironde…)

## Legs de Vergniaud à la postérité
Sciences Po Bordeaux a créé en 2009, avec le soutien du Conseil général de la Gironde, une « Chaire Vergniaud » consacrée aux questions se rapportant à la décentralisation, au développement territorial durable et à l'analyse des politiques publiques territorialisées, en France et dans le reste du monde, dans une approche comparative. Chaque année, un spécialiste de ces questions bénéficie du statut de professeur invité à Sciences Po Bordeaux, pour traiter ces problèmes dans le cadre d'un « cours d'ouverture » ou par des conférences et des séminaires organisés à Sciences Po Bordeaux ainsi qu'au Conseil général de la Gironde. En 2009-2010, le professeur Jean Mercier, de l'université Laval à Québec, a été le premier titulaire de la « chaire Vergniaud ».

## L'homme d'État
Avocat, révolutionnaire, Vergniaud a-t-il été un homme d'État ? Les historiens (même ceux qui lui sont très favorables) s'accordent à dire que Vergniaud a manqué, comme les Brissotins, de la vision que doit avoir un homme d'État[réf. nécessaire]. Les Girondins excellent dans l'art d'attaquer, de détruire, mais lorsqu'il s'agissait de construire, ils vacillaient, achoppaient, remettaient à d'autres le soin de faire la France. En partie responsables de la journée du 20 juin 1792, du 10 août 1792, ils laissent ensuite le pouvoir à la Commune et s'éloignent du peuple.

### Idéologie de Vergniaud
Il reste peu de textes théoriques de Vergniaud. Indolent, il laisse à Condorcet le soin de rédiger la Constitution de l'an I et à Roland le ministère. Aussi, seuls ses discours peuvent nous servir comme point d'appui dans une étude de l'idéologie de Vergniaud. Or, ces discours sont souvent improvisés, prononcés dans l'urgence ou en réponse à des attaques personnelles. De là, il ressort que Vergniaud n'est pas plus original que Robespierre, Couthon ou Brissot. Il évolue avec le temps.
D'abord favorable à une monarchie constitutionnelle, les urgences de la situation (et disons-le, l'amour de la popularité) radicalisent ses discours. Celui du 3 juillet 1792 est un coup terrible porté à la monarchie et ce n'est pas se tromper de dire que Vergniaud fait partie des responsables de la chute de cette royauté. (En sachant qu'auparavant, il proposé à Louis XVI de le protéger s'il acceptait de rappeler les ministres girondins et leur laisser les pleins pouvoirs. Devant le refus du roi, Vergniaud attaque).
Une fois la République proclamée, il est l'un des plus ardents promoteurs d'une République bourgeoise par opposition à Gracchus Babeuf par exemple. Comme Danton, Robespierre et Saint-Just, Vergniaud ne veut pas s'attaquer à la propriété. Il la considère comme un droit inaliénable. La République selon Vergniaud semble assez proche de ce que sera la Troisième République française. Une république de la « méritocratie », qui laisse sa chance à chacun. Vergniaud semble placer la liberté encore au-dessus de l'égalité, ce qui explique en partie ses réticences à l'idée d'un Tribunal révolutionnaire et à la censure croissante de la presse dès septembre 1792.
Qu'est ce qui le séparait de la Montagne alors ? Idéologiquement, peut-être rien mais on trouve un schisme religieux avec Robespierre. Ce dernier comprit vite que la Révolution ne pouvait se mettre le clergé à dos, que l'homme avait besoin de nourritures célestes, de religion. En 1794, il lutta farouchement contre l'athéisme et envoya toute la Commune de Paris à la guillotine avec ce grief. Or, Vergniaud était franchement athée. Il refusa la dernière bénédiction d'un prêtre la veille de sa mort et il lutta énergiquement contre les prêtres réfractaires à la tribune de la Législative et de la Convention. En cela, il était plus montagnard que Robespierre. Ceci montre également que les différences idéologiques sont plus ténues que celles qui sépareraient un Danton d'un La Fayette, un Robespierre d'un Barnave. Évidemment, Vergniaud luttait farouchement contre les idées hébertistes et maratistes.
Il semblerait que Vergniaud fût donc partisan d'une République une et indivisible avec un pouvoir fort à une seule assemblée tout en rehaussant quelque peu le pouvoir des départements pour contrebalancer le pouvoir exorbitant de la Commune de Paris. Toutefois, il faut se garder de conclusions hâtives, que ce soit dans un sens ou dans l'autre car Vergniaud a peu écrit et l'imagination des historiens est parfois obligée de combler les vides laissés par le grand orateur.

### Le politique
Député, président de l'Assemblée législative, de la Convention nationale, membre de la Commission des Douze, à la tête du parti le plus puissant de France, ami des ministres Servan, Clavières ou Dumouriez, les apparences peuvent nous faire croire à un Vergniaud fin politique, homme d'État qui faisait ou défaisait les gouvernements. Or il n'en fut rien. Comme nous[Qui ?] l'avons déjà dit, Vergniaud était avant tout un homme de loi aux allures de philosophe, un orateur du genre humain, mais nullement un homme politique. S'agissait-il de dénoncer les complots de la cour ? On l'entendait à l'assemblée. S'agissait-il d'attaquer le roi ? On l'entendait. Mais dès que celui-ci tomba et qu'il fallut prendre les rênes de la République, Vergniaud ne proposa presque rien ou peu. Il ne parvenait pas à adapter ses grandes idées en actions. Pourtant, il sut agir en 1792, attaquant le roi, plaçant les ministres. Son attaque contre le duc de Brunswick et son appel à « la patrie en danger » sont aussi de grands actes vigoureux. Mais dès lors que l'ennemi numéro un, le roi, était déchu, et que tout restait à faire, Vergniaud ne perdit non de sa superbe mais de son action. Il prononçait toujours de sublimes apostrophes mais celles-ci étaient souvent sans but.

### Vergniaud était-il un brissotin?
Il s'agit d'abord de comprendre ce qu'était ce parti. Entre les 200 membres de l'Assemblée législative ou de la Convention nationale qui votèrent avec eux et les cercles d'une dizaine d'amis qui se rendaient chez Manon Roland (Vergniaud n'y allait pas), quelle était la réalité de ce parti ? Au-delà de l'indépendance d'esprit de Vergniaud, le parti girondin était très divisé, ne pouvant jamais se présenter en ordre de bataille. Aucune politique commune ne les animait, si ce n’est dans les grands mois de 1792. Parfois, l'on voyait Isnard combattre Condorcet à la tribune, et Vergniaud contredire ses amis. En réalité, il semblerait que ce fut l'amitié qui servit de lien diaphane aux Girondins. Ils n'avaient aucune ligne politique commune, mais des sentiments personnels. Leur seule convergence fut de s'attaquer à la Montagne et ils devaient en périr. Ce parti trop hétéroclite prouva son manque d'homogénéité, en juin 1793, quand certains fuirent pour soulever la province contre la Convention alors que d'autres restaient à Paris comme Vergniaud. Les girondins post-thermidoriens qui réintégrèrent la Convention nationale (souvent royalistes) montrèrent également une divergence d'opinion avec leurs illustres aînés. On peut avancer que le parti girondin n'en fut jamais un. Seule l'amitié lia les Girondins de 1792.
Vergniaud était un ami personnel de Guadet, Gensonné et Ducos. Outre ce sentiment personnel, les mêmes combats les animaient. Ils luttèrent ensemble contre les émigrés, les prêtres réfractaires, les ministres et la cour. Mais lorsque la République fut proclamée, Vergniaud ne partagea pas complètement l'esprit querelleur des brissotins qui, dans leurs journaux et à la tribune, s'acharnaient contre les Montagnards. Il vota avec eux par amitié, les défendit parce que le sort les liait à lui, mais il ne fut nullement leur meneur. Les Girondins n'en avaient pas, ils n'avaient aucun mot d'ordre commun. Trop philosophes pour être politiques, trop abstraits pour être hommes d'État, ils partagèrent tous ce manque de pragmatisme, et c'est cette unité dans le désordre, ces grandes idées manquant de réalisme qui peuvent sans doute ranger Vergniaud comme brissotin.

## Relations de Vergniaud avec d'autres personnalités

### Robespierre
Dès l'Assemblée constituante, Robespierre avait exercé ses talents d'orateur à la tribune. Chétif, doté d'une voix faible et qui ne portait pas, il ennuyait souvent l'assemblée et ses auditeurs par des discours très longs, discours dans lesquels il se mettait souvent en scène comme martyr de la liberté. Ces discours faisaient beaucoup d'effet sur les femmes et les membres des jacobins, mais les grands orateurs les goûtaient peu. Durant la Constituante, Robespierre subit par ailleurs de nombreuses railleries de ses pairs. Aussi, s'il se rallia, dans un premier temps, aux Girondins pour combattre les ministres et la cour, le divorce d'avec leur faction raviva en lui la jalousie de ne pas posséder un talent oratoire tel qu’en possédaient les Barbaroux, Isnard, Fonfrède, Guadet, et bien sûr Vergniaud. Cette rancune était d'autant plus tenace que Robespierre mit longtemps à accuser Vergniaud qu'il considérait à juste titre comme un éminent révolutionnaire. Aussi, lors de l'un de ses nombreux réquisitoires contre la Gironde, il cède à ce persiflage à la tribune « Oserai-je accuser des citoyens aussi patriotes que Monsieur Vergniaud ? ». Il finit par céder à la tentation du 31 mai 1793. Auparavant, il dicta un long réquisitoire et une attaque personnelle contre Vergniaud qu'il lut à la tribune. Le lendemain, Vergniaud lui répondit avec une aisance et une grandeur d'âme qui lui offrirent la victoire. Paris et les sections avaient vaincu Vergniaud et les Girondins, mais jamais Robespierre, ni les autres Montagnards ne surent vaincre Vergniaud à la tribune. Cette rancœur, on la retrouve durant l'automne et l'hiver 1792 mais également dans les premiers mois de 1793. Elle explicite une fois encore que Vergniaud et les Girondins ne surent pas profiter de leur avantage, et refusant de s'adresser au peuple, dans les sections, aux Jacobins, ils devaient périr par lui. Robespierre avait vaincu. Toutefois en mai 1792 sous la Législative alors qu'il se livrait déjà à un bilan sévère de la politique de la Gironde dans laquelle il le rangeait au côté de Brissot, Condorcet, Guadet, Gensonné à l'assemblée il leur reconnaissait un élément positif : la politique favorable et triomphale le 4 avril 1792, en faveur des  hommes de couleur libres des colonies françaises.

### Danton
Avec Mirabeau, les deux hommes furent les trois grands orateurs de la Révolution française. Danton était la voix du peuple, Mirabeau celui de la foudre et Vergniaud de l'âme. Contrairement à de nombreuses idées reçues, Vergniaud et Danton avaient de nombreux points en commun : tous deux paresseux, plutôt épicuriens, nullement jaloux, ils pouvaient se regarder comme deux grands organes de la Révolution. Tous deux avocats, républicains, anticléricaux et compromis par la cour ou les intrigues, ils ne laissaient pas leurs discours orphelins de l'action comme pouvaient le faire certains girondins. Ils firent également partie des grands promoteurs de la chute de la monarchie constitutionnelle, qu'ils contribuèrent tous deux à déclencher. Leur politique et leur idéologie n'était sans doute pas très éloignée, mais les massacres de Septembre allaient les diviser. Vergniaud rêvait la jeune République pure, au-dessus de tout chaos et de toute anarchie. Il était résolument contre ce que Marat appelait la « Hache vengeresse du peuple ». À ce titre, Vergniaud trahissait son affiliation plus qu'évidente aux Girondins et à Manon Roland qu'il ne portait pourtant pas dans son cœur. Pire : comme pour beaucoup de ses contemporains, Danton lui apparut comme un possible dictateur, au même titre que Robespierre et Marat. Sans jamais s'attaquer directement à lui, Vergniaud se rangea alors derrière le parti brissotin. Ils rapprochèrent ainsi Danton de Robespierre et rangèrent les Montagnards en ordre de bataille. Cette incompréhension avec Danton coûta plus que tout autre à Vergniaud, et nul doute que si lui et son parti ne s'étaient pas attaqués à l'« homme du 10 août », les Girondins n'auraient pas été vaincus.

### Hors du cercle de Manon Roland
Les contemporains de la Révolution française le savaient : l'égérie, l'inspiratrice, la meneuse même du parti que l'on qualifiait alors de brissotin n'était autre que Manon Roland. Les repas qu'elle donnait dans son salon attiraient tous les fervents patriotes. En 1791, on y trouve pêle-mêle Brissot, Buzot, Robespierre et Pétion. Le mari de Madame Roland recevait les convives et Manon écoutait ce qui se disait, inspirait ses collègues. Ceux qui y venaient, et qui allaient former la tête du parti girondin étaient directement inspirés par elle. Sa beauté, son charme, son intelligence lui conféraient une aura, sa pureté et sa vertu la faisaient paraître une idole. Buzot s'était épris de la belle Manon et beaucoup en effet la louaient pour son courage et son honnêteté. On pensait aux femmes de Sparte, prêtes à donner leur vie pour la patrie. Jouissant de ce pouvoir sur les âmes, Manon qui ne faisait que servir les invités disposait en réalité d'un pouvoir absolu sur leur conscience. C'est dans son salon que se préparaient les grandes lois, les décrets qui allaient être discutés le lendemain à l'Assemblée législative. C'est ici que l'on portait les attaques au roi, que les Girondins réfléchissaient aux journées populaires. Aussi, beaucoup s'y rendaient pour voir l'idole et l'écouter, mais contrairement à ce qu'écrit Lamartine, Vergniaud goûtait peu ces soirées. Il ne s'y rendait que très rarement, préférant rester avec Julie Candeille. Ceci montre encore que Vergniaud gardait une totale indépendance vis-à-vis des Girondins, totalement affidés au cercle Roland. Si Vergniaud a suivi les Girondins dans leur chute, c'est autant par amitié et par devoir que par conviction.

## Citations
- « Les tyrans ne nous paraissent grands que parce que nous sommes à genoux : Levons nous ! ».
- À Marat, devant l'Assemblée législative : « Donnez lui un bon verre de sang pour le rafraichir »[10].
- Durant son procès : « La Révolution est comme Saturne : elle dévore ses enfants. »
- « Notre sang est au peuple ; nous n'aurons qu'un regret, celui de n'en avoir pas davantage à lui offrir »[11].

## Hommages
La rue Vergniaud dans le 13e arrondissement de Paris a reçu son nom en 1894.
De nombreuses autres rues en France ont été nommées d'après lui.